# 더 길티 (2000년 영화)
《더 길티》(영어: The Guilty)는 2000년에 개봉한 미국의 범죄 영화이다.

## 출연
- 빌 풀먼 - 캘럼 크레인 역
- 데번 사와 - 네이선 코리건 역
- 개브리엘 앤워 - 소피 레넌 역
- 앤절라 페더스톤 - 태냐 덩컨 역
- 조앤 월리 - 내털리 크레인 역
- 다시 벨셔 - 데니스 역
- 제임스 울벳 - 리오 역
- 켄 트렘블렛 - 브렌트 프레이저 역
- 질리언 바버 - 매디 코리건 역
- 덩컨 프레이저 - 마틴 코리건 역
- 브루스 하우드 - 마일스 역
- 히로 가나가와 - 형사 역
- 개리 초크 - 경찰서장 역
- 티건 모스 - 페이스 역
- 테일러앤 리드 - 에이미 역
- 카밀라 오베르뷔에 로스 - 설리나 러셀 역

## 우리말 녹음
MBC 성우진
- 박일 - 크레인(빌 풀먼)
- 김영선 - 네이선(데번 사와)
- 박영희 - 소피(개브리엘 앤워)
- 김지영 - 태냐(앤절라 페더스톤)
- 최한 - 리오(제임스 울벳)
- 표영재 - 데니스(다시 벨셔)
- 최성우 - 내털리(조앤 월리)
- 황윤걸 - 브렌트(켄 트렘블렛)
- 이철용 - 마틴(덩컨 프레이저) / 베니(피터 켄트) / 자일스(마틴 에번스)
- 이자옥 - 맨디(질리언 바버) / 페이스(티건 모스)
- 방성준 - 경찰(개리 초크)
- 정재헌 - 코너(커트 에번스)
- 이원찬 - 마일스(브루스 하우드) / 경찰(히로 가나가와)
- 조현정 - 에이미(테일러앤 리드)